# Hrabstwo metropolitalne

Podział administracyjny Anglii w 2009 roku – hrabstwa metropolitalne zaznaczone kolorem czerwonym

Hrabstwo metropolitalne (ang. metropolitan county) – jeden z dwóch rodzajów hrabstwa administracyjnego, angielskiej jednostki podziału administracyjnego. Obecnie w Anglii istnieje sześć hrabstw tego rodzaju i obejmują one największe aglomeracje. Warto pamiętać, że Wielki Londyn, będący pierwowzorem tej instytucji, formalnie nie jest hrabstwem metropolitalnym, jednak w praktyce funkcjonuje na podobnych zasadach.
Od czasu swego powstania w 1974 hrabstwa przeszły poważną ewolucję. Początkowo w każdym z nich istniała scentralizowana administracja obejmująca swoimi kompetencjami większość dziedzin należących do domeny samorządu terytorialnego i oparta na radach hrabstw (county councils). W 1986 rady zostały zlikwidowane, zaś ich uprawnienia przekazano dystryktom metropolitalnym. Od tego czasu hrabstwa metropolitalne stały się niemalże tylko hrabstwami ceremonialnymi, gdyż każda z ich części funkcjonuje niezależnie od siebie. Często zachowane zostały niektóre instytucje wspólne dla całego hrabstwa (np. systemy transportu), lecz są one zarządzane wspólnie przez dystrykty, bez udziału jakiejkolwiek instytucji centralnej.
Hrabstwa dzielą się na dystrykty metropolitalne, wypełniające obecnie ogromną większość zadań przypisanych samorządowi. Na ich terenie nie tworzy się jednolitych jednostek administracyjnych, gdyż w praktyce bardzo podobnym statusem cieszy się każdy dystrykt.

## Lista hrabstw metropolitalnych
- Wielki Manchester
- West Midlands
- Merseyside
- South Yorkshire
- Tyne and Wear
- West Yorkshire